# Winterstop
De winterstop is de winterperiode waarin er niet gesport wordt. De term is vooral bekend door het voetbal. Maar ook in andere sporten kennen ze een periode dat er niet gesport wordt. De winterstop is veelal bedoeld om sporters en de sportvelden te besparen. Sommige sporten 'verhuizen' naar de zaal. Voor die sporten is er vaak een aparte zaalcompetitie en een veldcompetitie. Denk dan aan de sporten Korfbal en Hockey.

## Voetbal
Afhankelijk van het niveau en land heeft de jaarlijkse winterstop een andere betekenis en lengte. Zo is in Noorwegen en Zweden de winterstop niet om de competitie - die daar vanwege de weersomstandigheden in het voorjaar begint en in het najaar eindigt - in tweeën te delen, maar is de winterstop er om een voetbaljaar af te sluiten. In de rest van Europa is het wel bedoeld om het sportjaar in tweeën te delen.
Afhankelijk van het niveau en de lengte van de competities, hebben sommige landen geen winterstop. Engeland kent een traditie dat er tijdens de kerstdagen gewoon gevoetbald wordt. In Nederland duurt de winterstop van half december tot half januari.
Bij de jeugd duurt in Nederland de stop ongeveer 2 weken tot een maand, afhankelijk van het niveau en de leeftijd.

## Skaten
Bij het skaten duurt de winterstop in Nederland van oktober tot maart. Dit is niet vanwege de kou, maar wel vanwege het weer. In de herfst liggen namelijk veel takjes en bladeren op de weg, waardoor het skaten gevaarlijk wordt. Ook is de regen, pekel en sneeuw niet goed voor het materiaal. In andere landen, zoals Spanje wordt er nauwelijks gestopt met skaten. Zo is er op Tahiti op nieuwjaarsdag jaarlijks een marathon voor skaters.